# Soletanche Bachy
 (août 2018).
Si vous disposez d'ouvrages ou d'articles de référence ou si vous connaissez des sites web de qualité traitant du thème abordé ici, merci de compléter l'article en donnant les références utiles à sa vérifiabilité et en les liant à la section « Notes et références ».
Soletanche Bachy, filiale de Soletanche Freyssinet (groupe VINCI), est une entreprise générale de fondations et de technologies du sol. Ses activités couvrent des procédés géotechniques, de fondations spéciales, de travaux souterrains, d'amélioration et de dépollution des sols.

## Histoire
Soletanche Bachy représente la fusion de deux sociétés : Bachy et Solétanche.

### Bachy
Créée le 1er novembre 1926 par Pierre Bachy, sous la forme d’une association constituée de MM. Bachy, Thimel et Postel sous le nom de « Sondages, forages, injections de ciment ». Cette association est constituée de douze sondeuses et d’une trentaine de salariés qui s'occupaient de travaux de réfection des barrages par injections. Leur premier travaux fut le barrage de l’Ondenon en Loire.

### Solétanche

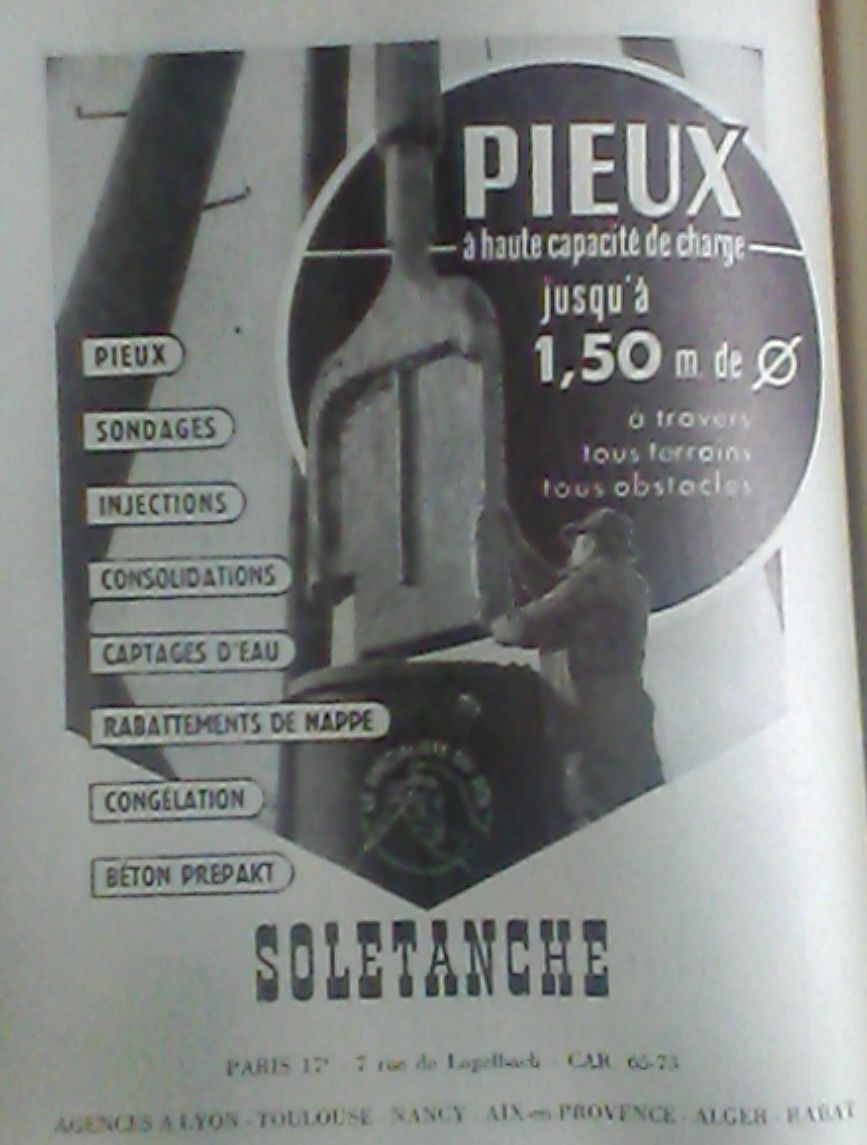
Publicité Solétanche en 1947

L’origine de Solétanche remonte à 1931. La société s’appelait alors « Entreprise de Fondations et de Travaux Hydrauliques » et prit le nom de Solétanche en 1948. Deux ingénieurs, Ernest Ischy et Henri Giron, en furent les fondateurs et les directeurs pendant près de 40 ans. Henri Giron invente le procédé Solétanche d'étanchement des fondations par injection, qui assure l'expansion commerciale de la société pendant plusieurs décennies.

### Soletanche Bachy

#### Années 1930 – 1940
Soletanche s'étend en France métropolitaine et en Afrique du Nord, avec notamment des agences en Algérie et Maroc.
Les années 1930 – 1940 marquent l’expansion de Bachy hors de la Métropole, avec la prospection et les travaux au Maroc, en Algérie, en Indochine, en Afrique-Occidentale française, Madagascar… Pendant les premières années, l’essentiel de l’activité de Bachy provient des anciennes compagnies d’électricité, avec la construction de barrages. Mais, lorsque la crise touche la France et que les commandes se font moins nombreuses, l’entreprise peut compter sur un immense marché protégé : les colonies. Pendant la guerre une importante partie du matériel de Bachy est détruite, l’approvisionnement devient difficile, la division du pays en deux zones administratives pose de gros problèmes et oblige à créer une agence à Saint-Étienne, en zone libre. Cependant quelques chantiers, comme celui du barrage de Génissiat, assurent la survie de l'entreprise.
Les années 1950 voient apparaître de grands chantiers de galeries et de barrages : au Maroc, Bin El Ouidane, la galerie d’Afourer ; au Liban, la galerie du Litani ; en Irak, le barrage du Dokkan, etc. Les grands barrages tiennent également une place prépondérante dans l’activité de Solétanche durant cette période. Reconnaissances géotechniques (la base du métier), essais spéciaux in situ et en laboratoire, étude et mise en œuvre de techniques spéciales de traitement des fondations constituent l’essentiel de son activité. Les barrages concernés sont situés aussi bien en France qu’à l’étranger et la renommée de Solétanche se bâtit sur des références telles que Cheurfas (Algérie, 1934), Jatilhur (Indonésie, 1950), Bridge River (Canada, 1956).
La maîtrise technologique acquise sur de grands ouvrages français (Castillon, Serre-Ponçon pour Solétanche, la galerie du Mont-Cenis pour Bachy) permet à ces deux entreprises de disposer d’équipes de spécialistes, d’outillages et de techniques spéciales prêtes à être proposées aux maîtres d’ouvrages du monde entier.[non neutre]
Solétanche s'installe en 1957 sur le barrage de Shek Pik (en), sur l'île de Lantau, au large de Hong Kong. Cette période voit aussi le développement des fondations lourdes, notamment pour les centrales thermiques.

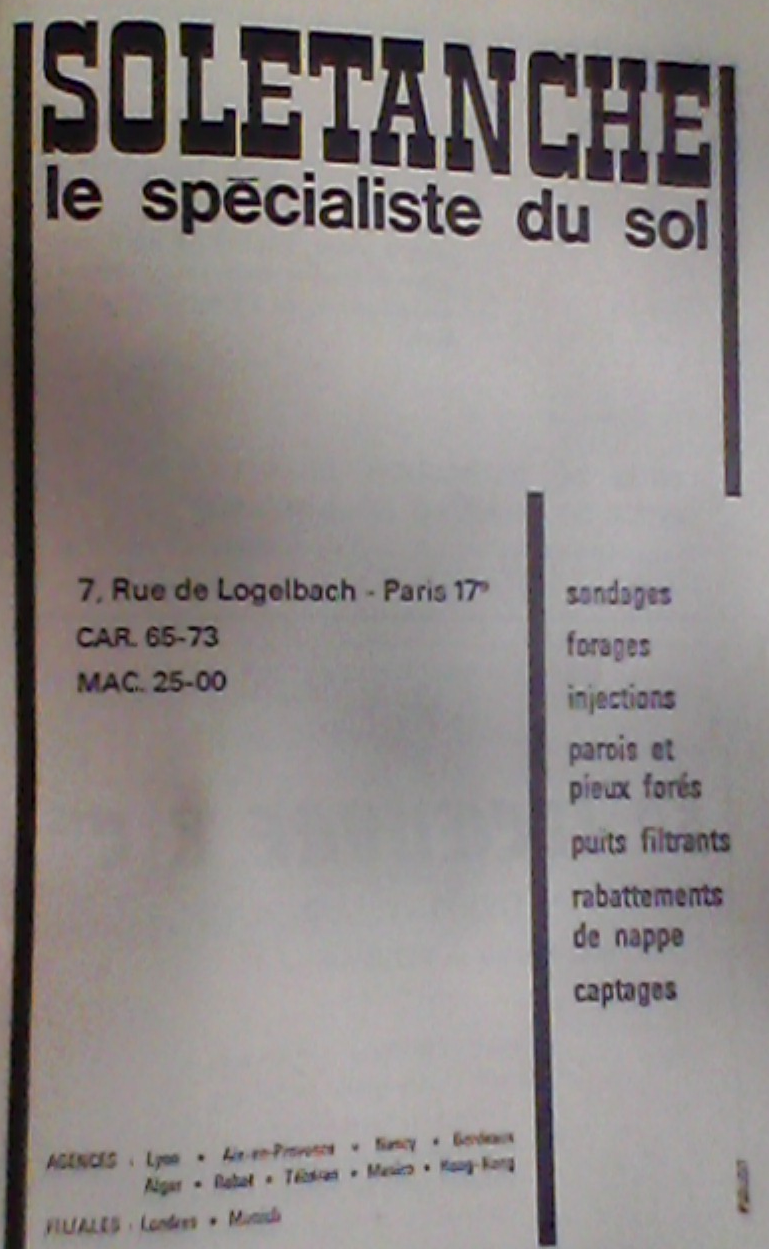
Solétanche

#### 1960 – 1975

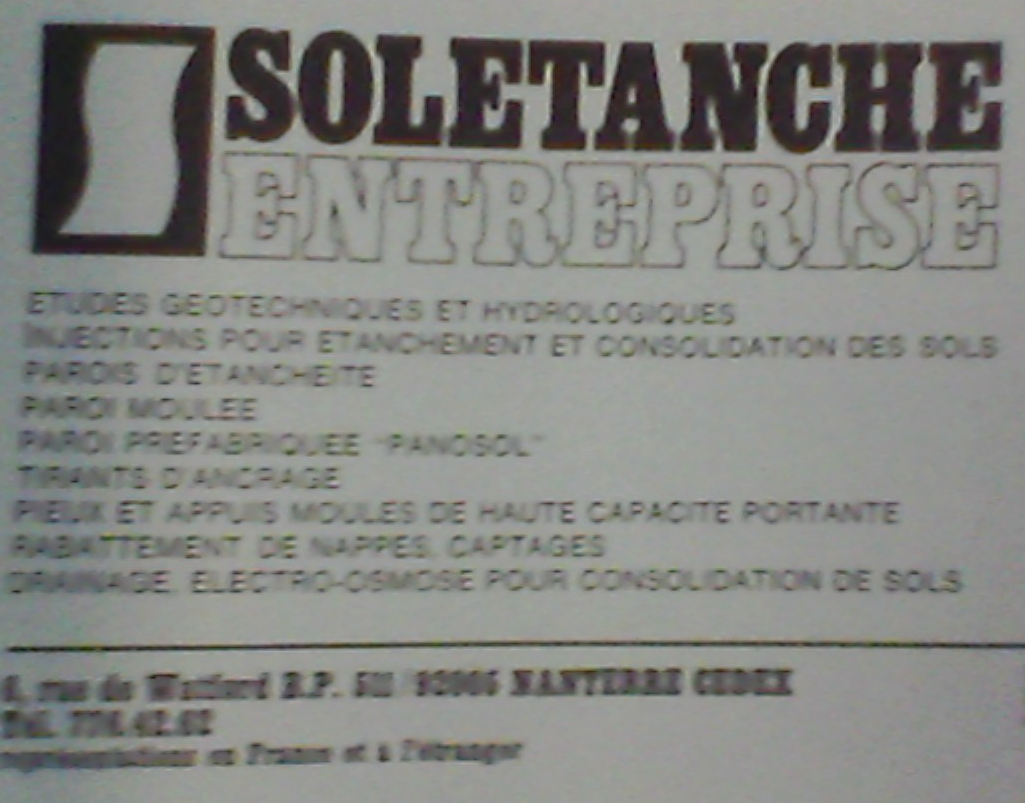
Publicité Soletanche 1960

Jusqu’alors, l’activité de la « Sif » était principalement axée sur les injections, activité dite « classique ». Les années 1960 marquent le début des fondations, avec un marché de 10 000 m2 de paroi pour un chantier à Genève.

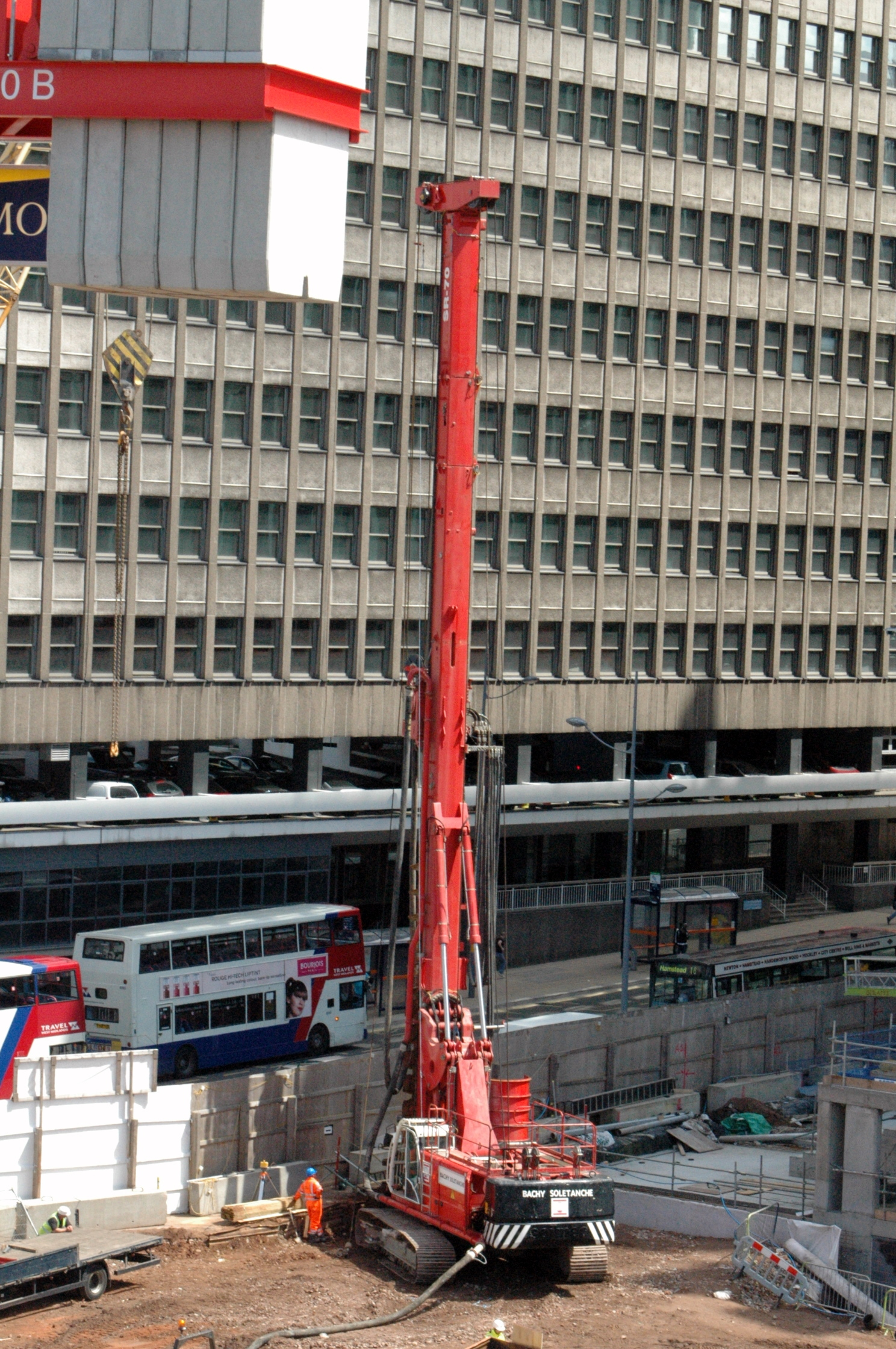
Foreuse Soilmec SR-70 utilisée sur un chantier

Bachy poursuit son internationalisation, avec l’implantation aux Antilles, en Iran, au Venezuela, au Chili. Bachy s'implante à Hong Kong en 1965 pour les injections du barrage de Plover Cove dans les nouveaux territoires. Solétanche vit durant cette période le développement des grandes villes européennes.
C’est « l’urbanisation accélérée », avec ses besoins considérables d’équipements en matière de logements, bureaux, parcs de stationnement et surtout voies de communication en surface et en souterrain. Les techniques se renouvellent rapidement, des nouveaux procédés apparaissent qui permettent de résoudre des problèmes jusqu’alors insolubles. Ces procédés (tels la paroi moulée, les injections chimiques, les tirants précontraints) créent un nouveau marché : les grandes excavations en site urbain.
Les projets se multiplient, notamment pour les métros. Les chantiers se déplacent de la montagne vers les villes. Quelques années de recul permettent d’apprécier l’ampleur de l’effort de renouvellement accompli durant cette période et le succès de ces technologies devenues aujourd’hui des moyens de construction classiques.
À l’étranger, où le développement se poursuit à un rythme régulier, l’activité de Solétanche repose désormais sur deux pôles majeurs : encore et toujours les barrages et, de plus en plus, les métros (Bruxelles, Francfort, Vienne, Mexico, Caracas, Prague, etc.).
Bachy et Solétanche regroupent leurs forces à Hong Kong en 1967, avec la création de BSG (Bachy-Solétanche Group) pour traiter - en contrat d’association en participation - les reconnaissances de sols du métro attribué par le Mass Transit Railway Corporation.

#### 1975 – 1990
Cette période « moderne » débute avec les grands bouleversements de l’économie mondiale, notamment en matière d’énergie. Le choc pétrolier et la révolution iranienne font perdre à Bachy un de ses piliers et elle est contrainte de perdre son statut d’entreprise familiale : En 1979, la "Sif" est reprise par le groupe Entrepose qui fusionne avec GTM en 1981. Bachy devient alors filiale du groupe GTM Entrepose. La période est marquée par la construction en France de nombreuses centrales nucléaires auxquelles Solétanche a amplement participé (Gravelines, Penly, Paluel, Nogent, Flamanville, Saint Laurent, Le Blayais, Bugey, etc.).
Solétanche et Bachy doivent s'adapter à plusieurs évolutions :
- accentuation de la volonté d’accroître la part d’activité à l’international. Ainsi à la suite de la perte de l'Iran, où en revanche Solétanche parvient à se maintenir, Bachy entreprend une restructuration et un redéploiement sur des zones géographiques plus rentables, en particulier l’Europe et l’Asie du Sud-Est. En 1986, Bachy UK est créée pour constituer une tête de pont pour la conquête de marchés dans les pays anglo-saxons.
- au plan contractuel, volonté d‘évoluer vers un rôle "d’entreprise générale spécialisée", capable de traiter directement des marchés de génie civil en souterrain (tunnels, tranchées couvertes, parcs de stationnement, stations de métro, ouvrages portuaires, etc.).
- au plan technologique, recours de plus en plus important à l’électronique et à l’informatique.

Concurrents sur de nombreux marchés ces deux entreprises collaborent ailleurs, en particulier dans le Sud Est Asiatique et en Égypte (métro du Caire par exemple).

#### Après 1990
Les sociétés Bachy et Solétanche fusionnent en juillet 1997 pour donner Soletanche Bachy. Le magazine initialement nommé Ancrages devient Ancrage Magazine.
Le nom de Bachy Soletanche a été gardé pour les marchés historiques de Bachy, dans les pays asiatiques notamment.
En 2007, Soletanche Bachy devient une filiale du groupe VINCI, par le rachat de 100% des parts. 
En 2009, création du groupe Soletanche Freyssinet.

#### Logos

Logo à partir de 1997
Logo actuel

## Implantation
Soletanche Bachy est implanté dans plus de 50 pays et intervient dans plus de 60 pays, sur tous les continents.